# Arje Nechemkin
Arje Nechemkin (hebrejsky אריה נחמקין‎, 2. listopadu 1925 – 24. listopadu 2021) byl izraelský politik, který v letech 1984 až 1988 zastával funkci izraelského ministra zemědělství.

## Biografie
Narodil se v mošavu Nahalal ještě za dob britské mandátní Palestiny a v letech 1943 až 1948 byl příslušníkem Hagany. Během izraelské války za nezávislost sloužil v Izraelských obranných silách, kde dosáhl hodnosti podplukovníka. V letech 1959 až 1960 byl členem ekonomického výboru mošavového hnutí, v letech 1965 až 1967 působil jako koordinátor jeho ekonomické sekce a v letech 1970 až 1981 byl tajemníkem celého hnutí.
Ve volbách v roce 1981 byl zvolen poslancem Knesetu za stranu Ma'arach. Svůj poslanecký mandát obhájil v následujících volbách v roce 1984, po nichž byl jmenován ministrem zemědělství ve vládě národní jednoty. O svůj post přišel ve volbách v roce 1988, v nichž svůj poslanecký mandát neobhájil.